# 5637-es busz
Az 5637-es jelzésű autóbuszvonal helyközi autóbuszjárat Kátoly és Pécs között, melyet a Volánbusz Zrt. lát el.

## Közlekedése
A járat Kátolyt és Pécset köti össze. Menetideje szabadnapokon 1 óra 23 perc, munkanapokon 1 óra 30 perc. A járat Pécsvárad érintése után kisebb településeken keresztül éri el a 6-os főutat Pécsnél. Pécsen a Zsolnay Vilmos utcán, Rákóczi úton és Alsómalom utcán közlekedve jut el az autóbusz-állomásig.
Munkanapokon egy járat szállítja az utasokat, szabadnapokon egy járat Szellő és Pécs között közlekedik.

## Megállóhelyei
| 0  | Kátoly, forduló végállomás             | 5643, 5819 |
| 1  | Kátoly, községháza                     | 5643, 5819 |
| 2  | Kátoly, Kaszapovics tér                | 5643, 5819 |
| 3  | Kátolyi elágazás                       | 5643, 5819 |
| 4  | Szellő, harangláb végállomás           | 5643, 5819 |
| 5  | Erzsébet, orvosi rendelő               | 5643, 5819 |
| 6  | Erzsébet, Fő utca 104.                 | 5643, 5819 |
| 7  | Erzsébet, kültelek                     | 5643, 5819 |
| 8  | Pécsvárad, kollégium                   | 1134, 1568, 1843 5625, 5626, 5627, 5628, 5630, 5631, 5636, 5638, 5643, 5712, 5716, 5717, 5618, 5809, 5819, 5825 |
| 9  | Pécsvárad, Vár utca                    | 5625, 5626, 5627, 5628, 5630, 5636, 5638, 5712, 5716, 5819 |
| 10 | Pécsvárad, Dombay-tó                   | 5625, 5626, 5627, 5628, 5630, 5636, 5638, 5712, 5716, 5819 |
| 11 | Szilágyi elágazás                      | 5625, 5626, 5627, 5628, 5630, 5636, 5638, 5712, 5716, 5819 |
| 12 | Pécsvárad (Szilágypuszta), bejárati út | 5636, 5638, 5819 |
| 13 | Pécsvárad (Szilágypuszta), forduló     | 5636, 5819 |
| 14 | Pécsvárad (Szilágypuszta), bejárati út | 5636, 5638, 5819 |
| 15 | Szilágy, községháza                    | 5636, 5638, 5819 |
| 16 | Berkesd, Dózsa György utca             | 5636, 5638, 5819 |
| 17 | Berkesd, községháza                    | 5636, 5638, 5819 |
| 18 | Berkesd, forduló                       | 5636, 5638, 5819 |
| 19 | Berkesd, községháza                    | 5636, 5638, 5819 |
| 20 | Berkesd, Dózsa György utca             | 5636, 5638, 5819 |
| 21 | Berkesd, szőlőhegy                     | 5636, 5638 |
| 22 | Pereked, községháza                    | 5636, 5638 |
| 23 | Ellendi elágazás                       | 5636, 5638, 5639 |
| 24 | Romonya, templom                       | 5635, 5636, 5638, 5639 |
| 25 | Bogád, iskola                          | 5635, 5636, 5638, 5639 |
| 26 | Bogád, Kossuth utca                    | 5635, 5636, 5638, 5639 |
| 27 | Nagykozári elágazás                    | 5635, 5636, 5638, 5639 |
| 28 | Bogád, Homoktető                       | 5635, 5636, 5638, 5639 |
| 29 | Pécs, Homokvölgy utca                  | 5635, 5636, 5638, 5639 |
| 30 | Pécs, Budai vám                        | 2, 2A, 4, 4Y, 12, 13, 13E, 14, 14Y, 15, 16, 25, 26, 60, 60Y, 102, 102Y, 104, 104A, 104E 1134, 1564, 1568, 1578, 1707, 1740, 1843 5605, 5606, 5608, 5610, 5611, 5612, 5620, 5621, 5622, 5623, 5624, 5625, 5626, 5627, 5628, 5630, 5631, 5634, 5635, 5636, 5638, 5639, 5856, 5857 |
| 31 | Pécs, Mohácsi út                       | 2, 2A, 4, 4Y, 13, 13E, 14, 14Y, 15, 20, 21, 21A, 60, 60Y, 102, 102Y, 104, 104A, 104E, 121, 913 1740 5605, 5606, 5608, 5610, 5611, 5620, 5621, 5622, 5623, 5624, 5625, 5626, 5627, 5628, 5630, 5635, 5636, 5638, 5639, 5640, 5642, 5643, 5645, 5646, 5650, 5655, 5656, 5658, 5856, 5857 |
| 32 | Pécs, Lánc utca                        | 1134, 1568, 1843 5605, 5606, 5608, 5610, 5611, 5620, 5622, 5623, 5624, 5625, 5626, 5627, 5628, 5630, 5631, 5634, 5635, 5636, 5638, 5639, 5640, 5642, 5643, 5645, 5646, 5655, 5656, 5658, 5856 |
| 33 | Pécs, autóbusz-állomás végállomás      | 3, 3E, 4, 4Y, 6, 6E, 7, 7Y, 8, 13, 13E, 15, 20, 21, 21A, 22, 23, 23Y, 24, 30, 30Y, 31, 32, 32Y, 34Y, 35Y, 40, 41, 41Y, 41E, 42, 42Y, 43, 46, 60, 60A, 60Y, 73, 73Y, 103, 107E, 109E, 121, 130, 130A, 973 1134, 1486, 1503, 1504, 1524, 1535, 1562, 1564, 1566, 1568, 1569, 1577, 1578, 1579, 1641, 1665, 1668, 1673, 1707, 1740, 1742, 1843 5600, 5601, 5602, 5603, 5605, 5606, 5608, 5610, 5611, 5620, 5621, 5622, 5623, 5624, 5625, 5626, 5627, 5628, 5630, 5631, 5634, 5635, 5636, 5638, 5639, 5640, 5642, 5643, 5645, 5646, 5647, 5650, 5655, 5656, 5658, 5660, 5661, 5662, 5663, 5666, 5667, 5668, 5670, 5671, 5672, 5673, 5674, 5676, 5677, 5678, 5679, 5680, 5681, 5682, 5683, 5685, 5686, 5687, 5688, 5689, 5690, 5696, 5698, 5856, 5857 |